# Römerit
Römerit ist ein selten vorkommendes Mineral aus der Mineralklasse der „Sulfate (und Verwandte)“. Es kristallisiert im triklinen Kristallsystem mit der chemischen Zusammensetzung Fe2+Fe23+[SO4]4 • 14H2O und entwickelt gelblichbraune bis rötlichbraune, pseudokubische oder dicktafelige Kristalle bis etwa 3 mm Größe, meist in Form durchscheinender, körniger oder stalaktitischer Mineral-Aggregate. Einzelne Kristallflächen zeigen einen glasigen Glanz, Aggregate dagegen eher Fett- oder Harzglanz.

## Etymologie und Geschichte
Erstmals entdeckt wurde der Römerit im Bergwerk Rammelsberg bei Goslar in Niedersachsen und 1858 beschrieben durch Joseph Grailich (1829–1859), der das Mineral zu Ehren von Friedrich Adolph Roemer (1809–1869) benannte.

## Klassifikation
In der veralteten 8. Auflage der Mineralsystematik nach Strunz gehörte der Römerit zur Mineralklasse der „Sulfate, Chromate, Molybdate, Wolframate“ und dort zur Abteilung „Wasserhaltige Sulfate ohne fremde Anionen“, wo er gemeinsam mit Ransomit in der „Ransomit-Römerit-Gruppe“ mit der Systemnummer VI/C.05 steht.
In der zuletzt 2018 überarbeiteten Lapis-Systematik nach Stefan Weiß, die formal auf der alten Systematik von Karl Hugo Strunz in der 8. Auflage basiert, erhielt das Mineral die System- und Mineralnummer VI/C.11-010. Dies entspricht der Klasse der „Sulfate, Chromate, Molybdate und Wolframate“ und dort der Abteilung „Wasserhaltige Sulfate, ohne fremde Anionen“, wo Römerit zusammen mit Lishizhenit und Ransomit eine unbenannte Gruppe mit der Systemnummer VI/C.11 bildet.
Die von der International Mineralogical Association (IMA) zuletzt 2009 aktualisierte 9. Auflage der Strunz’schen Mineralsystematik ordnet den Römerit in die Klasse der „Sulfate (Selenate, Tellurate, Chromate, Molybdate und Wolframate)“ und dort in die Abteilung „Sulfate (Selenate usw.) ohne zusätzliche Anionen, mit H2O“ ein. Hier ist das Mineral in der Unterabteilung „Mit ausschließlich mittelgroßen Kationen“ zu finden, wo es zusammen mit Lishizhenit die „Römeritgruppe“ mit der Systemnummer 7.CB.75 bildet.
In der vorwiegend im englischen Sprachraum gebräuchlichen Systematik der Minerale nach Dana hat Römerit die System- und Mineralnummer 29.07.02.01. Das entspricht der Klasse der „Sulfate, Chromate und Molybdate“ und dort der Abteilung „Wasserhaltige Säuren und Sulfate“. Hier findet er sich innerhalb der Unterabteilung „Wasserhaltige Säuren und Sulfate mit A(B)2(XO4)4 × x(H2O)“ in einer unbenannten Gruppe mit der Systemnummer 29.07.02, in der auch Lishizhenit eingeordnet ist.

## Bildung und Fundorte
Römerit bildet sich als frühes Umwandlungsprodukt aus Pyrit oder Pyrrhotin, selten auch als Niederschlag vulkanischer Gase. Begleitminerale sind unter anderem Alunit, Copiapit, Halotrichit, Kornelit, Melanterit, Rozenit, Siderotil, Szomolnokit und Voltait.
Weltweit konnte Römerit bisher (Stand: 2010) an rund 90 Fundorten nachgewiesen werden.
Neben seiner Typlokalität Rammelsberg in Niedersachsen konnte das Mineral in Deutschland noch in der „Clara Mine“ bei Oberwolfach in Baden-Württemberg, bei Röhrnbach und Pfaffenreuth-Leonberg (Oberpfalz) in Bayern, bei Friedland in Mecklenburg-Vorpommern, bei Rohdenhaus (Wülfrath), in den Ruhrgebietszechen Franz Haniel, Christian Levin, Julia und bei Ramsbeck in Nordrhein-Westfalen, im Bergbaubetrieb „Willi Agatz“ der SDAG Wismut in Sachsen sowie bei Ronneburg in Thüringen gefunden werden.
In Österreich trat Römerit am Ladinger Spitz, bei Wollmersdorf (Drosendorf-Zissersdorf) und in verschiedenen Regionen der Steiermark auf.
In der Schweiz wurde das Mineral am Lukmanierpass, in der ehemaligen Gemeinde Saint-Luc VS (Forêt du Rochet) und in Martigny (Les Valettes) gefunden.
Weitere Fundorte sind Argentinien, Australien, Bolivien, Kanada, Chile, China, Frankreich, Griechenland, Iran, Italien, Japan, Peru, Portugal, Rumänien, Slowakei, Spanien, Südafrika, Tschechien, Ungarn sowie die Vereinigten Staaten von Amerika (USA).

## Kristallstruktur
Römerit kristallisiert triklin in der Raumgruppe {\displaystyle P{\bar {1}}} mit den Gitterparametern a = 6,46 Å; b = 15,31 Å; c = 6,34 Å; α = 90,5°; β = 101,1° und γ = 85,7° sowie eine Formeleinheit pro Elementarzelle.